# Masters of Chant Chapter III
Masters of Chant Chapter III è il quarto album in studio del progetto musicale tedesco Gregorian, pubblicato nel 2002 dall'etichetta discografica Edel Music.

## Tracce
1. Join Me (feat. Amelia Brightman) (HIM) – 4:10 (testo: Ville Valo)
2. Be (Neil Diamond) – 5:20
3. Blasphemous Rumours (Depeche Mode) – 4:07 (testo: Martin Gore)
4. Only You (Yazoo) – 3:52 (testo: Vince Clarke)
5. Blue Monday (New Order) – 3:24
6. Sacrifice (Elton John) – 4:27 (testo: Bernie Taupin, Elton John)
7. Ordinary World (Duran Duran) – 5:46
8. Fields of Gold (Sting) – 3:31
9. Before the Dawn – 4:06 (testo: Amelia Brightman, Carsten Heusmann, Jan-Eric Kohrs)
10. I Won't Hold You Back (Toto) – 4:56 (testo: Steve Lukather)
11. Wicked Game (Chris Isaak) – 5:10
12. Out of the Cold – 3:52 (testo: Amelia Brightman, Carsten Heusmann, Jan-Eric Kohrs)
13. Join Me (versione chillout) – 4:14